# Parque nacional de Øvre Pasvik
El Parque Nacional Øvre Pasvik (en noruego: Øvre Pasvik nasjonalpark, en sami septentrional: Báhčaveaji Álbmotmeahcci) es un parque nacional de Noruega, situado al sur del municipio de Sør-Varanger, en el condado de Finnmark. Con una superficie de 119 kilómetros cuadrados, el parque nacional está dominado por la taiga siberiana, con bosques de pino rojo, lagos poco profundos y muchos ríos. Ya se presentaron propuestas para hacer un parque nacional en Sør-Varanger en 1936, pero el parque no se creó hasta el 6 de febrero de 1970. Al principio cubría 66 kilómetros cuadrados, pero se amplió al 29 de agosto de 2003. El parque ocupa parte del Valle de Pasvik,  que comparte con otras 4 zonas protegidas.
El parque tiene su frontera occidental a lo largo de la frontera con Finlandia-Noruega. El parque incluye muchos lagos y ríos. La flora y fauna son las típicas de la taiga siberiana, e incluyen algunas especies poco comunes en Noruega. El parque está habitado por el oso pardo y también tiene una gran población de alces; la cría de renos tiene lugar durante el invierno. Ocho especies de peces viven en los lagos y el parque tiene 190 especies de plantas con flores.

## Geografía
El parque nacional tiene una superficie de 119 kilómetros cuadrados. Se encuentra en la parte más meridional de Sør-Varanger y cubre el suroeste del valle de Pasvik. La frontera occidental del parque es la misma de Finlandia-Noruega. Un hito de piedra que marca la triple frontera entre Noruega, Finlandia y Rusia se sitúa dentro del parque. El parque limita con muchas áreas protegidas y con una reserva forestal y paisajística. 
La zona es excepcionalmente plana comparada con otros lugares del país. Se compone de grandes cerros con bosques, lagos y numerosos estanques. El terreno está cubierto de un bosque maduro de pino rojo, entre otros. Se eleva ligeramente hacia el oeste. El clima es seco, con una media de 350 milímetros de precipitación por año. Los inviernos son fríos, con temperaturas de -45 °C. Hay 60 días de oscuridad total al año. Debido al terreno plano, con extensos bosques y pocos cerros, es fácil perderse en el parque; los lagos y riachuelos son los únicos medios de orientación. El punto más alto es el Kolfjellet, de 260 metros m s. n. m.
Un 20% del parque está está cubierto de lagos. Todo el parque se drena a través de dos afluentes del río Pasvik; el Ellenvatn y el Ødevatn. El Ellenvatn es el lago más grande del parque. Muchos de los lagos más pequeños están llenos de turba, un proceso que empezó al final del último periodo glaciar.

## Fundación

Mapa de los parques nacionales de Noruega, entre los cuales está el Øvre Passvik (n. 36).

El año 1936 se propuso hacer un parque nacional en el Valle de Pasvik, sin éxito. No obstante, 40 años después el gobierno dio el permiso y el parque se estableció finalmente el 6 de febrero de 1970, con una área de 66 kilómetros cuadrados. 
El centro de información del parque abrió sus puertas en 2001 y el parque fue ampliado el 23 de agosto de 2003. Las otras cuatro zonas protegidas del Valle de Pasvik conectan con el parque.  Desde 2011 una junta política local ha sido responsable de la gestión del parque. 

## Flora y fauna
El parque nacional está formado de bosques de pino rojo. Si bien hay abedules, pero solo aislados entre los pinos. Al este del parque, al lado del lago Ødevatn, también hay abetos. Los bosque de pinos a lo largo de la frontera con Finlandia y Rusia son unos de los mayores bosques originales de Noruega. Algunas especies de plantas de taiga típicas se encuentran en el parque, y otras son más propias de la tundra. En general, se cuenta con 190 especies diferentes de plantas y flores.
La fauna incluye el arrendajo siberiano, la serreta chica, el ampelis europeo y el camachuelo picogrueso. El mamífero más grande del parque es el oso pardo, que en parque concentra la población más alta de Noruega de esta especie. Otros mamíferos incluyen el glotón, el perro mapache, el alce y el reno, entre otros. También hay roedores raros como la musaraña de Laxmann o el lemming de bosque, que viven en el parque.

## Turismo
No existen instalaciones recreativas en el parque, ni se ha modificado el parque de ninguna forma para acomodar las actividades turísticas. El centro de información del parque se encuentra a Svanvik, en 40 kilómetros al sur de Kirkenes. Para información para los excursionistas, el centro cuenta con una pantalla y muestra las películas del parque nacional y de su naturaleza, la cultura y la historia. El Øvre Passvik se encuentra a 90 kilómetros al sur de Kirkenes. Se puede acceder hasta la entrada del parque en coche, por tres caminos secundarios de la carretera nacional 885.
Todos los vehículos motorizados están prohibidos, pero se permite llevar canoas y otras embarcaciones sin motor, así como el esquí durante el invierno. Andar está permitido en todas partes. Bayas y setas pueden ser recogidas para su uso personal. La caza y la pesca también se permite con una licencia de caza o de pesca. Los perros se pueden llevar, pero tienen que ir con correa entre el 1 de abril y el 20 de agosto. Los excursionistas tienen que mostrar unaconsideración especial en cuanto a la vegetación, la fauna y el patrimonio cultural.